# Biserica evanghelică din Târgu Mureș
Biserica Evanghelică (în maghiară Evangélikus templom) este un lăcaș de cult evanghelic-luteran în orașul vechi din Târgu Mureș realizat după modificarea unei case burgheze neoclasiciste.

## Istorie
Vântul reformei a bătut cu intensitate și-n afara granițelor Germaniei: Wittenberg a fost urmat de orașele Zürich, Geneva și de Estul Europei (Transilvania). Orașul fiind înconjurat de așezările sașilor (Bistrița, Sighișoara, Mediaș) luteranismul a pătruns foarte repede. Totuși prima parohie evanghelică a fost înființată numai în 1818. Edificiul religios a fost așezat pe colțul străzii Baros Gábor (azi Horea), pe Piața Trandafirilor, în vecinătatea Palatului Culturii. Construcția simplă a fost realizată în stil neogotic și cuprindea atât săli de învățământ, cât și un apartament pentru familia preotului.
După sistematizarea Centrului, multe clădiri istorice au fost demolate. Astfel pe locul bisericii luterane a fost construit un bloc cu patru etaje. Comunitatea a primit însă o casă cu teren aferent pe strada Spitalului Vechi, în zona istorică al orașului. Majoritatea comunității evanghelicilor fiind de etnie maghiară, slujbele sunt ținute în această limbă, dar pentru că condițiile sunt date, în fiecare lună o slujbă este realizată și în limba germană.